# Abraxas cyclobalia
Abraxas cyclobalia är en fjärilsart som beskrevs av West 1929. Abraxas cyclobalia ingår i släktet Abraxas och familjen mätare. Inga underarter finns listade i Catalogue of Life.